# Глобальное затемнение
Глобальное затемнение (англ. Global dimming) — эффект, вызванный природным (вулканизм) и техногенным загрязнением атмосферы пылевыми и другими частицами, в результате чего количество излучения Солнца, попадающего на поверхность Земли, уменьшается. Эффект сильно зависит от географического положения, но в общем по Земле составляет порядка 5% за 1960—1990. Глобальное затемнение вызывает охлаждение поверхности, то есть частично компенсирует глобальное потепление, вызванное парниковым эффектом.
Считается, что глобальное затемнение вызвано, в первую очередь, образованием капелек облаков вокруг частиц, служащих центрами конденсации.

## Последствия
- Общее охлаждение планеты
- Уменьшение испаряемости
- Перераспределение тепла на планете
- Усиление глобального потепления вскоре после того, как значительная часть антропогенных выбросов затемняющих веществ прекратится. При этом такое усиление, вероятно, может запустить более мощные процессы, усиливающие глобальное потепление: самопроизвольный выброс десятков миллиардов тонн метана из-под мелководий Арктики и вечных мерзлот (гипотеза о метангидратном ружье).